# Lübtow (Adelsgeschlecht)
Die Herren von Lübtow sind ein pommerellisches Adelsgeschlecht. Überliefert sind fünf Stämme, von denen sich die ersten beiden in jeweils zwei Linien unterteilen. Sie benennen sich nach Lübbetow, mit dem die Vettern Matthis, Matzke und Hans im Jahr 1493 laut urkundlicher Überlieferung vom Herzog Bogislaw X. von Pommern belehnt wurden.

## Geschichte
Stamm A beginnt bei Hans von Lübtow (* um 1590; † 1662), pommerscher Hof- und Hausmarschall. Seine Ehefrau hieß Margarethe, geborene von Rostken. Neben Catharina und Dorothea ist als drittes Kind Johann († zwischen 1714 und 1722) überliefert. Sein Sohn war Michael Gottlieb (* 1721 in Lübtow; † 1795 in Königsberg in Preußen), preußischer Major. Er war Vater von einer Tochter Dorothea Sophie Helene Luise (verheiratet mit Hans Christoph von der Mülbe), Karl Friedrich Wilhelm (* 1769; † 1845), preußischer Kapitän außer Dienst, und Friedrich Ferdinand Alexander Leopold (* 1770; † 1813).
Karl Friedrich Wilhelm war Stammvater einer heute möglicherweise noch blühenden baltischen Linie.
Friedrich Ferdinand Alexander Leopold begründete die als erloschen geltende preußische Linie. Er war Vater von Theodor Ferdinand Julius von Lübtow, sein einziges überliefertes Kind. Der wiederum war Vater von zwei Töchtern und Gustav Heinrich Leopold Julius, der Elisabeth Gräfin von Rothenburg heiratete. Letzterer hatte zwei Kinder, Margarethe und Wilhelm Julius Gustav August, der Leutnant außer Dienst in der US-Armee und Lektor in Long Island wurde.
Stamm B beginnt bei Matthias Dargosch von Lübtow (* um 1595; † nach 1683). Sein Urenkel Johann Jakob (* 1746; † 1801) war preußischer Leutnant außer Dienst und Begründer einer anlässlich ihres Personenreichtums heute wohl noch blühenden Linie. Von ihm stammte der Jurist Ulrich von Lübtow ab. Johann Jakobs Bruder Franz Matthias (* 1749; † 1828) begründete eine zweite Linie innerhalb des Stammes B. Er hatte drei Töchter und einen Sohn. Von seinem Sohn sind keine Kinder überliefert, diese Linie gilt als erloschen.
Die anderen drei Stämme, deren Stammväter Ernst († 1727/28), Michael Ernst († 1747) und Johann Jakob (* 1713; † nach 1788) waren, erloschen zuletzt Anfang des 20. Jahrhunderts.

## Wappen

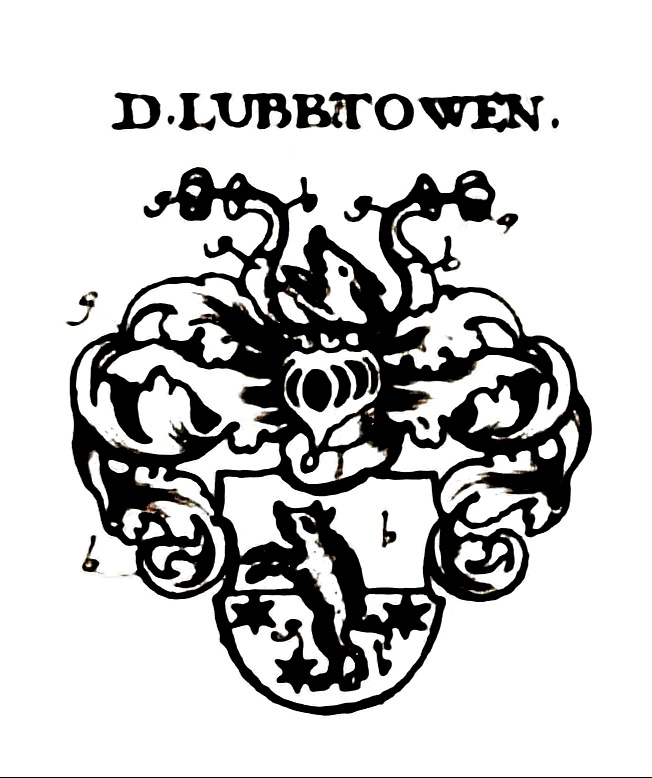
Wappen derer von Lübtow in Siebmachers Wappenbuch, Teil 5, Nürnberg 1704, Tafel 170 (Pommerscher Adel)
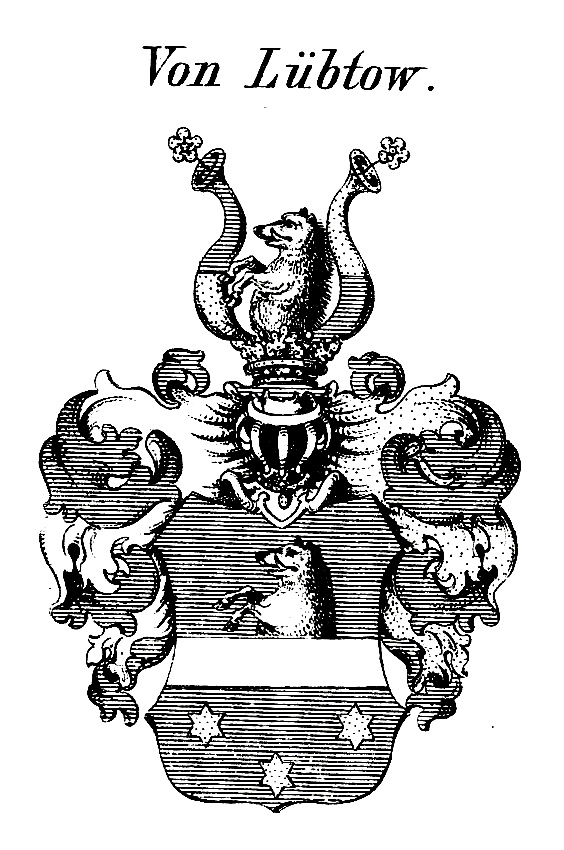
Wappen derer von Lübtow im Wappenbuch der Preussischen Monarchie
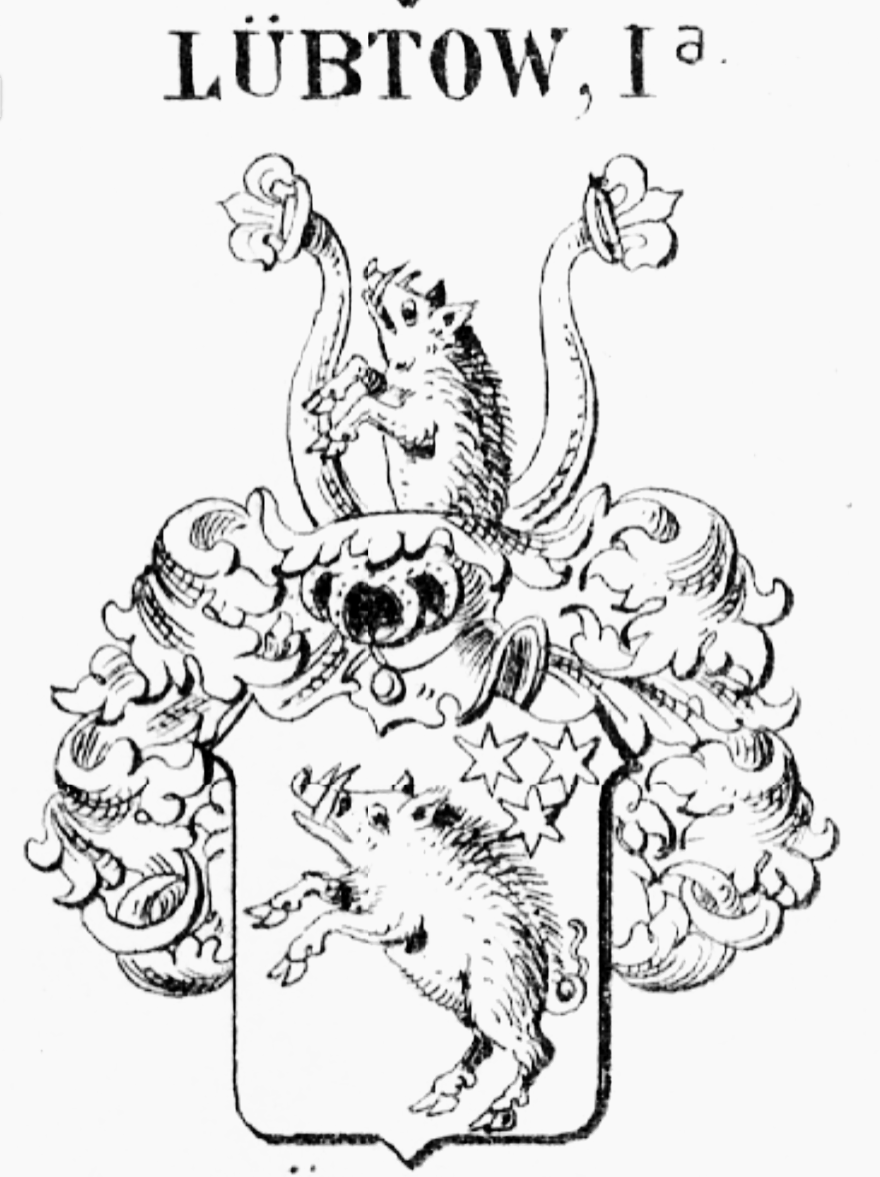
Wappenvariante derer von Lübtow in den Nachträgen von Siebmachers Wappenbuch
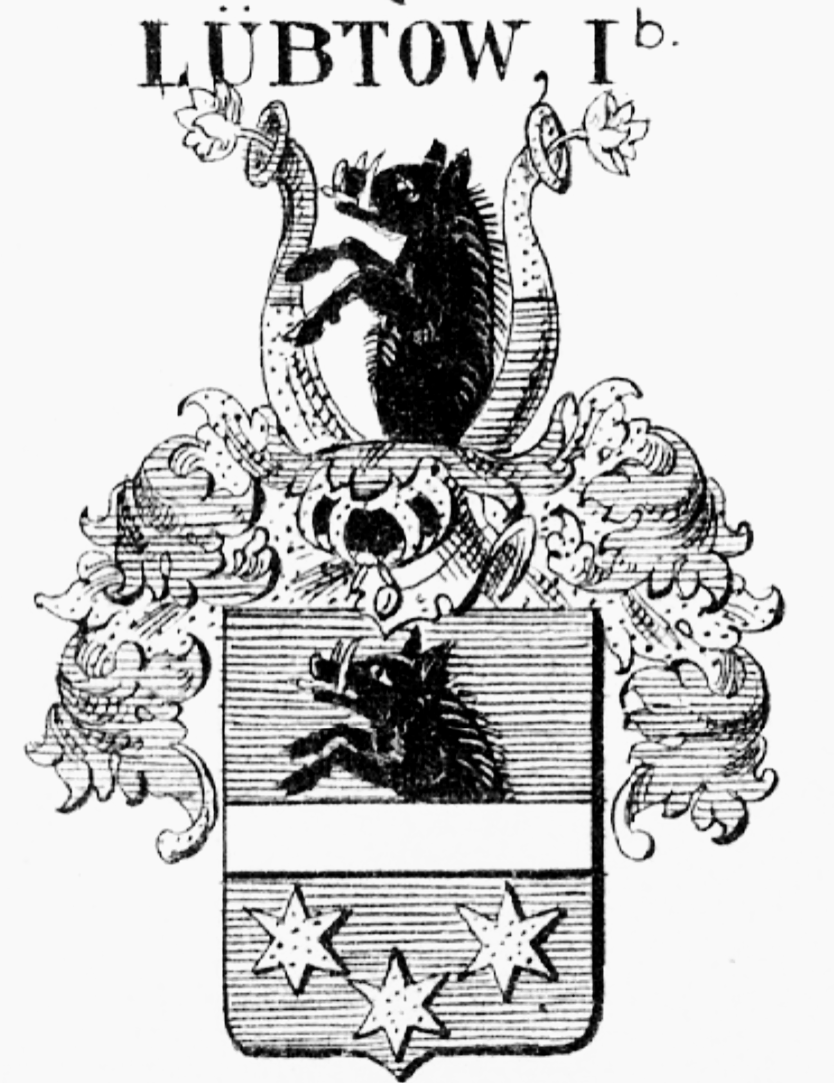
Wappenvariante derer von Lübtow in den Nachträgen von Siebmachers Wappenbuch

Das Wappen ist zufolge verschiedener Darstellungen, denen jedoch allen Eber (halb oder in ganzer Figur) und Sterne im Schild sowie ähnliche Helmzier gemein sind, sehr unterschiedlich blasoniert, so beispielsweise im Genealogischen Handbuch des Adels:
Geteilt, oben in Silber ein aus der Teilung wachsender schwarzer Eber, unten in Blau drei (2:1) goldene Sterne.
Decken: blau-golden; Kleinod: der Eber zwischen zwei blau-golden verwechselt geteilten, jeweils mit drei Straußenfedern (links: golden, rechts: blau) bestückten Büffelhörnern.
Anderen Wappenbüchern zufolge ist der blaue Schild durch einen silbernen Querbalken geteilt, oben der Eber, unten die Sterne. Die Decken und weitere Details variieren von Wappenbuch zu Wappenbuch.
Der pommersche Sagensammler Alfred Haas berichtet: „Das Wappen der Familie von Lübtow zeigt oberhalb eines silbernen Querbalkens einen wachsenden schwarzen Eber und unterhalb des Querbalkens drei sechseckige goldene Sterne. Über die Entstehung dieses Wappens berichtet eine alte Familiensage.“ Demnach soll der Stammvater der Familie im Morgengrauen, gerade als noch drei Sterne am Himmel funkelten, seinem Herzog zu Hilfe geeilt sein, nachdem jener bei der Jagd durch einen wilden Eber in höchste Bedrängnis geraten sei. Zum Dank soll der Herzog seinen Retter in den Adelsstand erhoben und ihm oben beschriebenes Wappen verliehen haben.